# Sloupno (Havlíčkův Brod-i járás)
Sloupno település Csehországban, a Havlíčkův Brod-i járásban. Sloupno Slavíkov, Bezděkov, Libice nad Doubravou és Podmoklany településekkel határos. Lakosainak száma 41 fő (2024. január 1.).

## Népesség
A település lakosságának változását az alábbi diagram mutatja:
| Lakosok száma | 143  | 161  | 173  | 113  | 81   | 51   | 43   | 39   | 41   | 41   |
|               | 1869 | 1900 | 1921 | 1961 | 1980 | 2011 | 2016 | 2019 | 2021 | 2024 |